# Andrena tomentosa
Andrena tomentosa är en biart som beskrevs av Morawitz 1878. Andrena tomentosa ingår i släktet sandbin, och familjen grävbin. Inga underarter finns listade i Catalogue of Life.